# Alan Ladd junior
Alan Gavin Ladd junior (* 22. Oktober 1937 in Los Angeles, Kalifornien; † 2. März 2022 ebenda) war ein US-amerikanischer Filmproduzent.

## Leben
Alan Ladd jr. entstammte einer prominenten Hollywood-Familie: Sein Vater war der Schauspieler Alan Ladd (1913–1964), ein Bruder ist der Schauspieler und spätere Filmproduzent David Ladd.
Nachdem er einige Jahre als Schauspielagent gearbeitet hatte, begann er 1970 seine Karriere als Produzent mit dem Film Die Krücke. In den 1970er-Jahren stieg er zum Leiter der Filmabteilung von Twentieth Century Fox auf. In dieser Zeit entstanden Klassiker wie etwa Krieg der Sterne, den er bei der schwierigen Entstehungsgeschichte förderte. Im Jahre 1979 verließ er Fox, um dann seine eigene Produktionsfirma The Ladd Company zu gründen. Diese brachte unter anderem Blade Runner heraus. 1984 ging die Ladd Company pleite.
1985 wechselte Ladd zu Metro-Goldwyn-Mayer/United Artists und wurde Chairman und CEO der Firma Pathé Entertainment. Während seiner Zeit bei MGM/UA wurden die erfolgreichen Filme Ein Fisch namens Wanda, Mondsüchtig und Thelma & Louise produziert.
Anfang der 1990er-Jahre nahm die Ladd Company wieder ihre Arbeit auf. Im Jahr 1996 wurde Ladd mit dem Oscar für Braveheart ausgezeichnet. Insgesamt war Ladd im Laufe seiner Karriere als Produzent an 14 Filmen beteiligt, die für den Oscar als Bester Film nominiert wurden. Im Jahr 2007 erhielt er seinen eigenen Stern auf dem Walk of Fame. Im selben Jahr stellte die Ladd Company endgültig ihre Arbeit ein.
Alan Ladd jr. war zweimal verheiratet und Vater von vier Kindern. Er starb am 2. März 2022 in Kalifornien.

## Filmographie (Auswahl)
- 1972: Angst ist der Schlüssel (Fear is the Key)
- 1972: X, Y und Zee (Zee and Co.)
- 1988: Ich bin Du (Vice Versa)
- 1995: Braveheart
- 1996: Das Phantom (The Phantom)
- 1996: Die Brady Family 2 (A Very Brady Sequel)
- 1998: Der Mann in der eisernen Maske (The Man in the Iron Mask)
- 2005: Ein ungezähmtes Leben (An Unfinished Life)
- 2007: Gone Baby Gone – Kein Kinderspiel (Gone Baby Gone)